# Neobuthus osoli
Espèce
Neobuthus osoli est une espèce de scorpions de la famille des Buthidae.

## Distribution
Cette espèce est endémique du Somaliland en Somalie. Elle se rencontre vers Osoli.

## Description
Le mâle holotype mesure 19,02 mm et la femelle paratype 24,47 mm.

## Systématique et taxinomie
Cette espèce a été décrite par Kovařík, Elmi et Šťáhlavský en 2024.

## Étymologie
Son nom d'espèce lui a été donné en référence au lieu de sa découverte, Osoli.

## Publication originale
- Kovařík, Elmi & Šťáhlavský, 2024 : « Scorpions of the Horn of Africa (Arachnida: Scorpiones). Part XXXIV. Four new species of Neobuthus from Somaliland (Buthidae). » Euscorpius, no 401, p. 1-33 (texte intégral).